# Lauingen
Lauingen (Donau) är en stad i Landkreis Dillingen an der Donau i Regierungsbezirk Schwaben i förbundslandet Bayern i Tyskland.